# Мадагаскарский короткокрылый сарыч
Мадагаска́рский короткокры́лый сарыч (лат. Buteo brachypterus) — хищная птица из рода настоящих канюков семейства ястребиных. Подвидов не выделяют.

## Распространение
Являются эндемиком Мадагаскара.
Естественные места обитания мадагаскарского короткокрылого сарыча — субтропические или тропические влажные леса, низменности, или горные леса.

## Описание
Длина тела 40-48 см.

## Биология
В рацион входят лягушки, ящерицы, змеи, грызуны, мелкие птицы, а также крабы.